# Czerwonka-Parcel
Czerwonka-Parcel [t͡ʂɛrˈvɔnka ˈpart͡sɛl] est un village polonais de la gmina de Sochaczew dans le powiat de Sochaczew et dans la voïvodie de Mazovie.
Il se situe approximativement à 4 kilomètres au sud de Sochaczew et à 52 kilomètres à l'ouest de Varsovie.